# Pallalcesto Amatori Udine 2001-2002
Questa voce raccoglie le informazioni riguardanti la Pallalcesto Amatori Udine, sponsorizzata Snaidero nelle competizioni ufficiali della stagione 2001-2002.

## Maglie
Il fornitore ufficiale del materiale tecnico per la stagione 2001-2002 è stato Athletes. Lo sponsor principale è stato Snaidero mentre come sponsor secondari vi erano Rex e Crup. Colore dominante della maglia era l'arancione con bordi bianchi.
| Campionato Arancio |

## Organigramma societario
Dal sito internet della società.
Area dirigenziale
- Presidente: Edi Snaidero
- Vicepresidente: Gabriele Drigo
- Vicepresidente: Alessandro Zakelj
- Direttore sportivo: Fausto Barburini
- General manager: Giancarlo Sarti

Area tecnica
- Allenatore: Phil Melillo (fino al 7 gennaio)
- Allenatore: Fabrizio Frates (dall'8 gennaio)
- Vice allenatore: Lorenzo Bettarini
- Vice allenatore: Achille Milani
- Responsabile Settore Giovanile: Davide Micalich

Area medica & atletica
- Medico: Tiziano Ermacora
- Team manager: Lorenzo Bettarini
- Massaggiatore: Jovan Mihaljcic

## Roster
| Snaidero Udine 2001-02 | Snaidero Udine 2001-02 |
| Giocatori              | Staff tecnico          |
| ---------------------- | ---------------------- |

| N. | Naz.                   | Ruolo | Nome               | Anno | Alt.   | Peso   |  |
| -- | ---------------------- | ----- | ------------------ | ---- | ------ | ------ |  |
| 4  | Italia (bandiera)      | G     | Vincenzo Esposito  | 1969 | 194 cm | 85 kg  |  |
| 5  | Italia (bandiera)      | P     | Ferdinando Gentile | 1967 | 190 cm | 85 kg  |  |
| 5  | Stati Uniti (bandiera) | P     | Andre Woolridge    | 1973 | 183 cm | 86 kg  |  |
| 6  | Italia (bandiera)      | P     | Leonardo Busca     | 1972 | 180 cm | 77 kg  |  |
| 7  | Slovenia (bandiera)    | AG    | Teoman Alibegović  | 1967 | 208 cm | 105 kg |  |
| 8  | Slovenia (bandiera)    | G     | Saša Vujačić       | 1984 | 198 cm | 85 kg  |  |
| 9  | Stati Uniti (bandiera) | A     | Silas Mills        | 1972 | 202 cm | 95 kg  |  |
| 9  | Stati Uniti (bandiera) | C     | Brent Scott        | 1971 | 208 cm | 113 kg |  |
| 10 | Italia (bandiera)      | A     | Agostino Li Vecchi | 1970 | 204 cm | 100 kg |  |
| 11 | Italia (bandiera)      | C     | Davide Cantarello  | 1968 | 214 cm | 108 kg |  |
| 12 | Italia (bandiera)      | AG    | Mauro Sartori      | 1982 | 204 cm | 100 kg |  |
| 14 | Italia (bandiera)      | AG    | Joel Zacchetti     | 1982 | 208 cm | 105 kg |  |
| 14 | Stati Uniti (bandiera) | AG    | Michael Smith      | 1972 | 203 cm | 104 kg |  |
| 15 | Stati Uniti (bandiera) | C     | Jeffrey Stern      | 1970 | 208 cm | 104 kg |  |
| 17 | Italia (bandiera)      | G     | Michele Mian       | 1973 | 196 cm | 90 kg  |  |
| -  | Italia (bandiera)      | G     | Andrea Confente    | 1984 | 186 cm | 77 kg  |  |
| -  | Italia (bandiera)      | G     | Francesco Da Ponte | 1984 | 180 cm | 75 kg  |  |
| -  | Italia (bandiera)      | A     | Claudio Munini     | 1985 | 195 cm | 78 kg  |  |
| -  | Italia (bandiera)      | G     | Marco Della Vedova | 1983 | 185 cm | 75 kg  |  |

| Allenatore                                                                                       |
| - Phil Melillo (fino al 7 gennaio) Fabrizio Frates (dall'8 gennaio)                              |
| Assistente/i                                                                                     |
| - Lorenzo Bettarini - Achille Milani Legenda - (C) Capitano - (IN) Inattivo - Infortunato Roster |

## Mercato

### Sessione estiva
| Acquisti | Acquisti           | Acquisti          | Acquisti   | Acquisti |
| R.       | Nome               | da                | Modalità   |          |
| -------- | ------------------ | ----------------- | ---------- | -------- |
| P        | Ferdinando Gentile | Panathīnaïkos     | svincolato |          |
| G        | Vincenzo Esposito  | A. Costa Imola    | svincolato |          |
| AG       | Mauro Sartori      | Scaligera Verona  | svincolato |          |
| C        | Brent Scott        | Viola R. Calabria | svincolato |          |

| Cessioni | Cessioni         | Cessioni          | Cessioni       | Cessioni |
| R.       | Nome             | a                 | Modalità       |          |
| -------- | ---------------- | ----------------- | -------------- | -------- |
| P        | José Lasa        | Lleida            | fine contratto |          |
| G        | Charles Smith    | San Antonio Spurs | rescissione    |          |
| G        | Marco Carraretto | Scaligera Verona  | fine contratto |          |
| AG       | Derek Hood       | Mobile Revelers   | fine contratto |          |
| C        | Thalamus McGhee  | ASVEL             | fine contratto |          |

### Dopo l'inizio della stagione
| Acquisti | Acquisti        | Acquisti          | Acquisti    | Acquisti   |
| R.       | Nome            | da                | data        | Modalità   |
| -------- | --------------- | ----------------- | ----------- | ---------- |
| AG       | Michael Smith   | Free agent        | 29 novembre | svincolato |
| P        | Andre Woolridge | PAOK Salonicco    | 2 febbraio  | svincolato |
| C        | Jeffrey Stern   | Gary Steelheads   | 15 marzo    | svincolato |
| A        | Silas Mills     | S. Falls Skyforce | 15 marzo    | svincolato |

| Cessioni | Cessioni           | Cessioni       | Cessioni    | Cessioni    |
| R.       | Nome               | a              | data        | Modalità    |
| -------- | ------------------ | -------------- | ----------- | ----------- |
| AG       | Joel Zacchetti     | Slovan Lubiana | 16 novembre | prestito    |
| G        | Vincenzo Esposito  | Gran Canaria   | 24 gennaio  | rescissione |
| P        | Ferdinando Gentile | Pall. Reggiana | 30 gennaio  | rescissione |